# Битка код Свиндакса
Битка код Свиндакса (груз. სვინდაქსის ბრძოლა) је била битка за за време пролећа 1022. год између Византијске војске цара Василија II и Грузијске војске краља Георгија I. Битка је вођена код Свиндакса (средњвековни грузијски хроничар је наводи као სვინდაქსი, Суиндакси) у Пасиана провинцији (Басиани, Басиан, или Басеан). У коначници, византијци су оставрили победу. У каснијем наставку сукоба, Георгије од Грузије био је приморан да преговара о склапању мира окончавајући на тај начин Византијско-грузијске ратове око наслеђа грузијских cкуропата у Малаој Азији.